# Hayden Godfrey
Hayden Godfrey (Hokitika, 15 de diciembre de 1978) es un deportista neozelandés que compitió en ciclismo en la modalidad de pista, especialista en las pruebas de persecución por equipos y ómnium.
Ganó una medalla de oro en el Campeonato Mundial de Ciclismo en Pista de 2008, en la prueba de ómnium.

## Medallero internacional
| Campeonato Mundial | Campeonato Mundial       | Campeonato Mundial | Campeonato Mundial |
| Año                | Lugar                    | Medalla            | Competición        |
| ------------------ | ------------------------ | ------------------ | ------------------ |
| 2008               | Mánchester (Reino Unido) | Medalla de oro     | Ómnium             |